# Matthias Ulungura
Matthias Ulungura, né en 1921 et mort en 1980, parfois dénommé Matthias Ngapiatulawai dans certaines sources, est un aborigène d'Australie originaire des Îles Tiwi (Île Bathurst et Île Melville), connu pour avoir été le premier Australien à faire prisonnier un soldat japonais, Hajime Toyoshima, sur le sol australien, en 1942.

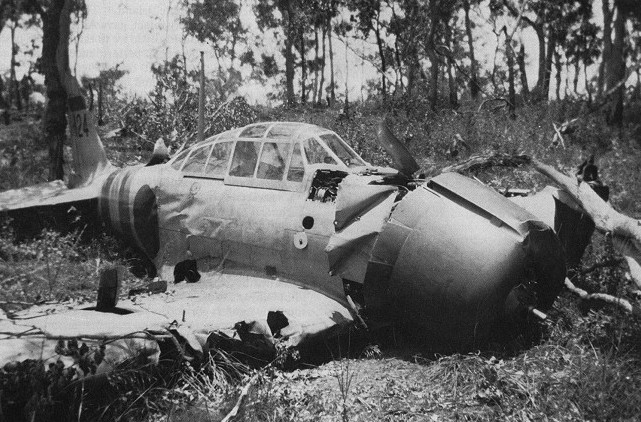
L'avion d'Hajime Toyoshima, après son écrasement au sol.